# Кярпясенсаарі
Кярпясенса́рі (рос. Кярпясенсари, карел. Kärpäsensaari) — невеликий острів у Ладозькому озері. Належить до групи Західних Ладозьких шхер. Територіально належить до Лахденпохського району Карелії, Росія.
Довжина 4,2 км, ширина 1,2 км.
Острів розташований на північний схід від півострова Калксало, та на південь від острова Кухка.
Витягнутий із заходу на схід. На сході відокремлюється значний півострів. Майже весь вкритий лісами.